# Jadet Meelarp
Jadet Meelarp (thailändisch จเด็จ มีลาภ, * 1. Januar 1972) ist ein thailändischer Fußballtrainer.

## Karriere
Jadet Meelarp begann seine Karriere als Fußballtrainer beim Chonburi FC. Der Verein aus Chonburi spielte in der ersten thailändischen Liga. Ende der Saison 2007 feierte er mit dem Verein die thailändische Meisterschaft. Im gleichen Jahr wurde er zum Trainer des Jahres gewählt. 2008 gewann er mit Sharks den Kor Royal Cup und wurde Ende der Saison Vizemeister. Nach dem Gewinn der Vizemeisterschaft ging er im Januar 2009 nach Pattaya zum Ligakonkurrenten Pattaya United FC. Hier stand er bis Mitte des Jahres unter Vertrag. Am 1. Juli 2009 kehrte er zu seinem ehemaligen Verein Chonburi FC zurück. 2009 wurde er wieder Vizemeister. 2010 stand er mit den Sharks im Finale des thailändischen FA Cup. Das Spiel gegen den Erstligisten Muangthong United gewann man nach Verlängerung mit 2:1. 2011 feierte er wieder die Vizemeisterschaft. Von Januar 2012 bis November 2013 stand er in Songkhla beim Erstligisten Songkhla United FC an der Seitenlinie. Die Saison 2014 trainierte er den Erstligisten Chainat Hornbill FC aus Chainat. 2015 übernahm er wieder das Traineramt beim Chonburi FC. Nach einem Jahr ging er ins nahegelegene Rayong, wo er den Zweitligisten PTT Rayong FC übernahm. Am 19. Mai 2016 wurde sein Vertrag aufgelöst. Am 11. Juli 2016 wechselte er zum Port FC nach Bangkok. Hier war er bis Januar 2021 als Trainer und Technischer Direktor angestellt. Ende Januar 2021 verließ er Port. Am 25. Januar 2021 unterschrieb er einen Vertrag beim Muangkan United FC. Der Verein aus Kanchanaburi spielte in der dritten Liga. Hier trat der Klub in der Western Region an. Am Ende der Saison wurde er mit Muangkan Meister der Region und stieg anschließend in die zweite Liga auf. Am 28. September 2021 wurde Alexandré Pölking neuer Trainer der thailändischen Nationalmannschaft. Pölking holte den erfahrenen Trainer als Co-Trainer in seinen Trainerstab. Im März 2022 kehrte er zu seinem ehemaligen Verein Port FC als Cheftrainer zurück. Hier stand er bis Saisonende unter Vertrag. Ende Juni 2022 wechselte er in die zweite Liga, wo er einen Vertrag beim Customs Ladkrabang United FC unterschrieb. Hier stand er bis Saisonende 2022/23 unter Vertrag. Von Juni 2024 bis April 2025 war er als Trainer der thailändischen U17- und U16-Nationalmannschaft tätig. Im Sommer 2025 übernahm er das Amt des Trainers beim Drittligisten Navy FC.

## Erfolge
Chonburi FC
- Thailändischer Meister: 2007
- Kor-Royal-Cup-Sieger: 2008, 2011
- Thailändischer Pokalsieger: 2010

Muangkhan United FC
- Thai League 3 – West: 2020/21  ▲

## Auszeichnungen
Thai Premier League
- Trainer des Jahres: 2007